# Estandarte presidencial de Irlanda

Estandarte presidencial de la República de Irlanda.

El Estandarte Presidencial de Irlanda es la bandera personal utilizada por el Presidente de la República de Irlanda para indicar su presencia. Fue adoptado el 13 de febrero de 1945. 
Este estandarte es una bandera heráldica formada por los colores del escudo de la República Irlandesa: Un campo de azur con un arpa dorada con cuerdas de plata. Esta arpa, denominada Arpa Gaélica (en gaélico: Clàrsach) es el emblema heráldico tradicional irlandés. El azul oscuro del paño es considerado el color de San Patricio, patrón de Irlanda.
El estandarte es izado en Uachtaráin, la residencia oficial del presidente de la República Irlandesa en Dublín. También se iza en el Castillo de Dublín cuando el jefe del Estado de Irlanda se encuentra en él y en los vehículos en los que se traslade. 
Como ocurre con otros estandartes presidenciales y reales, nunca se iza a media asta. El estandarte presidencial irlandés no tiene prioridad sobre la bandera nacional, a diferencia de lo que ocurrre con el estandarte real y la enseña nacional en el Reino Unido. 